# Basketball Löwen Braunschweig
O Basketball Löwen Braunschweig (português Basquetebol Leões de Brunsvique) é um clube profissional alemão que atualmente disputa a BBL. Sua sede está na cidade de Brunsvique, Baixa Saxônia e sua arena é a Volkswagenhalle com 6.600 lugares.

## Classificação por temporada
| Temporada | Nível | Liga       | Pos. | Classificação            | Copa da Alemanha  | Competições Europeias   |
| --------- | ----- | ---------- | ---- | ------------------------ | ----------------- | ----------------------- |
| 2000–01   | 1     | Bundesliga | 6    | Quartas de Finais        | –                 | –                       |
| 2001–02   | 1     | Bundesliga | 10   | Playoffs de rebaixamento | –                 | 3 Jogou a Copa Korać    |
| 2002–03   | 1     | Bundesliga | 3    | Semifinalista            | –                 | –                       |
| 2003–04   | 1     | Bundesliga | 11   | –                        | –                 | 2 Jogou a ULEB Cup      |
| 2004–05   | 1     | Bundesliga | 12   | –                        | –                 | 3 Jogou o EuroChallenge |
| 2005–06   | 1     | Bundesliga | 16   | Rebaixado                | –                 | –                       |
| 2006–07   | 1     | Bundesliga | 14   | –                        | –                 | –                       |
| 2007–08   | 1     | Bundesliga | 9    | –                        | –                 | –                       |
| 2008–09   | 1     | Bundesliga | 13   | –                        | –                 | –                       |
| 2009–10   | 1     | Bundesliga | 4    | Semifinalista            | –                 | –                       |
| 2010–11   | 1     | Bundesliga | 5    | Quartas de Finais        | Finalista         | –                       |
| 2011–12   | 1     | Bundesliga | 7    | Quartas de Finais        | Quarto colocado   | –                       |
| 2012–13   | 1     | Bundesliga | 13   | –                        | –                 | –                       |
| 2013–14   | 1     | Bundesliga | 15   | –                        | –                 | –                       |
| 2014–15   | 1     | Bundesliga | 9    | –                        | –                 | –                       |
| 2015–16   | 1     | Bundesliga | 10   | –                        | –                 | –                       |
| 2016-17   | 1     | Bundesliga | 16   |                          |                   |                         |
| 2017-18   | 1     | Bundesliga | 12   |                          |                   |                         |
| 2018-19   | 1     | Bundesliga | 8    | Quartas de Finais        | Quartas de Finais |                         |
| 2019-20   | 1     | Bundesliga | 11   |                          | Quartas de Finais |                         |
| 2020-21   | 1     | Bundesliga | 9    |                          |                   |                         |
| 2021-22   | 1     | Bundesliga | 13   |                          | Semifinais        |                         |

## Jogadores Notáveis
- Luboš Bartoň
- Peter Fehse
- Nils Mittmann
- Heiko Schaffartzik
- Nick Schneiders
- Dennis Schröder
- Daniel Theis
- Milko Bjelica
- Szymon Szewczyk
- Branko Jorović
- Joakim Blom
- Eric Boateng
- Jermaine Anderson
- Tony Skinn
- Michael Umeh
- John Allen
- John Celestand
- Steve Goodrich
- Marcus Goree
- LaMarr Greer
- Demond Mallet
- Terrell McIntyre
- Chris Herren
- Rich Melzer